# 조희문 (1858년)
조희문(趙羲聞, 일본식 이름: 松原羲聞마쓰하라 기분, 1858년 1월 3일 ~ 1941년 3월 21일)은 일제강점기의 관료로, 본관은 평양(平壤)이며 원적지는 경성부 체부정이다.

## 생애
1876년 3월 무과 충량과에 급제했으며 훈련원 주부(主簿)와 첨정(僉正), 흥덕현감, 첨지중추부사, 친군 총어영 기사장(騎士將), 청주 영장(營將), 경리청 참령관(參領官), 순무영(巡撫營) 별군관(別軍官), 군무아문 참령(參領) 등을 지냈다. 1894년 12월부터 1895년 2월까지 동학 농민 운동 진압에 참여했으며 1895년 4월부터 5월까지 군부 군무국 마정과장을 지냈다. 1895년 10월 을미사변이 터지자 일본으로 망명했다.
1899년 4월 일시 귀국하여 부산에 체류하기도 했지만 1899년 8월 14일 다시 일본으로 출국했고 1907년 8월 14일 귀국했다. 1907년 9월 6일 을미사변 관련자들에 대한 특별사면 대상자에 포함되었으며 같은 해 10월 8일부터 11월 7일까지 대한제국 중추원 부찬의를 지냈다. 1908년 6월 6일 황해도 관찰사로 임명되었으며 1910년 10월 1일부터 1918년 12월 6일까지 황해도지사를 지냈다.
1914년부터 1918년까지 황해도 지방 토지조사위원회 위원장을 역임했으며 1913년 1월 30일 정5위, 1918년 4월 10일 종4위에 서위되었다. 1915년 11월 10일 일본 정부로부터 다이쇼대례기념장을 받았고 1918년 11월 29일에는 훈4등 서보장을 받았다. 1918년 12월 6일 조선총독부 중추원 찬의로 임명되었으며 두 차례(1921년 4월 28일 ~ 1927년 4월 26일, 1927년 6월 3일 ~ 1941년 3월 21일)나 조선총독부 중추원 참의를 역임했다.
1923년부터 1927년까지 주식회사 한성신탁(漢城信託) 감사를 역임했고 1925년 1월부터 1929년 5월까지 동민회 평의원을 지냈다. 1925년 2월 23일 일본 정부로부터 훈3등 서보장을 받았고 1928년 11월 16일 일본 정부로부터 쇼와대례기념장을 받았다. 1929년 5월 1일 조선박람회 평의원으로 선출되었으며 1935년 10월 조선총독부 시정 25주년 기념표창을 받았다.

## 사후
- 친일파 708인 명단의 도지사, 중추원 부문, 민족문제연구소의 친일인명사전 수록자 명단의 중추원, 관료 부문, 친일반민족행위진상규명위원회가 발표한 친일반민족행위 705인 명단에 포함되었다.

## 참고자료
- 친일반민족행위진상규명위원회 (2009). 〈조희문〉. 《친일반민족행위진상규명 보고서 Ⅳ-17》. 서울. 266~277쪽.